# Hangfische
Die Hangfische (Symphysanodon) (Symphysis + Gr.: an = ohne, odous = zahn) sind eine Gattung barschverwandter Fische, die mit zwölf Arten im westlichen Atlantik und im Indopazifik in Tiefen von 90 bis 500 Metern vorkommt. Hangfische sind wenig erforscht. Einige Arten sind lediglich durch den Holotyp, nur von einer Fundstelle oder nur durch Funde aus Raubfischmägen bekannt.

## Merkmale
Hangfische sind kleine Fische, die äußerlich den Fahnenbarschen (Anthiadinae) ähneln und eine Länge von 8 bis 20 Zentimeter erreichen. Kennzeichnend für die Familie sind zwei Stacheln auf dem Kiemendeckel. Ihre Rückenflosse wird normalerweise von neun Hart- und zehn Weichstrahlen gestützt.

## Arten
Derzeit sind 12 Arten beschrieben:
- Symphysanodon andersoni  Kotthaus, 1974
- Symphysanodon berryi  Anderson, 1970
- Symphysanodon disii  Khalaf & Krupp, 2008
- Symphysanodon katayamai  Anderson, 1970
- Symphysanodon maunaloae  Anderson, 1970
- Symphysanodon mona  Anderson & Springer, 2005
- Symphysanodon octoactinus  Anderson, 1970
- Symphysanodon parini  Anderson & Springer, 2005
- Symphysanodon pitondelafournaisei  Quéro, Spitz & Vayne, 2009
- Symphysanodon rhax  Anderson & Springer, 2005
- Symphysanodon typus  Bleeker, 1878
- Symphysanodon xanthopterygion  Anderson & Bineesh, 2011